# Andet slag ved Fort McAllister
Det Andet slag ved Fort McAllister fandt sted den 13. december 1864 i slutningen af generalmajor William T. Shermans march mod havet under den amerikanske borgerkrig. Unionens styrker overmandt en lille, konfødereret styrke, som forsvarede det strategisk vigtige Fort McAllister i nærheden af Savannah i Georgia, som var et vigtigt mål for Unionen.

## Slaget
Da Shermans arméer nærmede sig Savannah den 10. december efter deres lange march fra Atlanta, manglede tropperne forsyninger. Lige ud for kysten lå admiral John A. Dahlgrens flåde klar med de nødvendige forsyninger, foruden post, som ikke var nået frem til Shermans mænd i seks uger under deres fremrykning. Konfødererede fæstninger omkring Savannah forhindrede imidlertid Dahlgren i at få forbindelse med Sherman. Da Sherman placerede sine styrker, så de kunne belejre Savannah, rekognoscerede hans kavaleri Fort McAllister og andre nærliggende befæstninger og konstaterede, at det let forsvarede fort kunne tages ved et beslutsomt infanteriangreb. Sherman indså, at hvis Fort McAllister blev erobret ville unionshæren opnå kontrol over Ogeechee floden, hvilket ville give adgang til havet. Sherman gav generalmajor Oliver Otis Howards Army of the Tennessee ordre til at indtage fortet. Howard valgte brigadegeneral William B. Hazens division til at lede angrebet.
Den 13. december blev Hazens 4.000 mand stærke division stillet op til at storme fortet. Sherman og Howard klatrede op på en observationsplatform, som var opstillet ovenpå en forladt rismølle for at følge slaget. Hazen opstillede sin division i de omkringliggende skove. Da solen var ved at gå ned, sejlede et skib fra Unionens flåde ind fra Ossabaw Sound. Sherman gav signal til, at fortet stadig var i fjendens hænder, men ville blive angrebet om få minutter. Lige netop da kom Hazens styrker ud af skoven og rykkede frem mod fortet. Den konfødererede major George Anderson havde kommandoen over omkring 230 hærdede tropper inde i Fort McAllister. Hazens tropper angreb gennem forhugninger og landminer, og i løbet af 15 minutter havde de nået brystværnet og løbet forsvarerne over ende. 
Sherman var lykkelig over sejren og roede ned ad Ogeechee for at se fortet. Den næste dag roede han ud til Dahlgrens flagskib for at hilse på admiralen. Sherman havde god grund til at være stolt over de tropper, som havde del i sejren ved Fort McAllister. Det var den samme division, som Sherman selv havde anført i Slaget ved Shiloh og hørte til det samme korps, som han anførte i Vicksburg-kampagnen. 
Da hans forsyningslinje nu var åben, kunne Sherman forberede belejringen og erobringen af Savannah, som faldt inden jul.

## Eksterne kilder
- Fort McAllister Historic Park Arkiveret 5. december 2006 hos  Wayback Machine
- Our Georgia History Arkiveret 9. januar 2009 hos  Wayback Machine